# 山陰八景
山陰八景（さんいんはっけい）は、山陰地方を代表する8つの景勝地の総称。
山陰日日新聞が読者に呼びかけ、得票の多かった順に選定された。

## 一覧
- 隠岐
- 浦富海岸
- 立久恵
- 東郷湖
- 星上山
- 月山
- 皆生
- 美保関

## ギャラリー
- 隠岐
- 浦富海岸の城原海岸
- 立久恵
- 東郷湖
- 月山
- 皆生海岸
- 美保関キャンプサイト